# Esbjerg

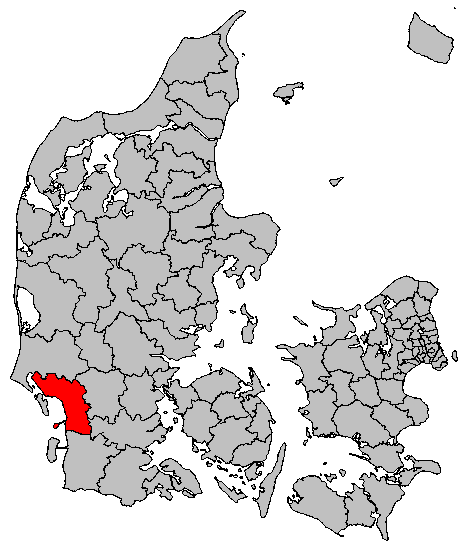
Bản đồ thị xã Esbjerg (màu đỏ)

Esbjerg là thành phố lớn thứ năm của Đan Mạch (sau Copenhagen, Aarhus, Odense và Aalborg). Thành phố nằm ở bờ biển tây nam bán đảo Jutland, bên Bắc Hải. Esbjerg có 70.880 cư dân (2008)  và là trụ sở của thị xã Esbjerg.
Sau cuộc cải cách thị xã ngày 1.1.2007, Esbjerg hợp nhất với thị xã Bramming cũ và Ribe cũ thành thị xã Esbjerg mới, trực thuộc Vùng Nam Đan Mạch. Thị xã Esbjerg mới có diện tích 741 km² và có 114.244 cư dân (năm 2008).

## Giao thông
Có tuyến tàu phà nối giao thông giữa Esbjerg với thành phố Harwich ở Anh và với đảo Fanø. Tuyến đường sắt nối giao thông giữa Esbjerg với thủ đô Copenhagen và các thành phố khác trong nước. Thành phố cũng có Sân bay Esbjerg nằm ở phía đông bắc.

## Lịch sử
Thành phố Esbjerg được xây dựng chung quanh hải cảng mà Nhà nước Đan Mạch xây dựng năm 1868 để thay thế hải cảng Altona (bắc Hamburg, Đức thời đó thuộc Đan Mạch) là hải cảng quan trọng của Vương quốc Đan Mạch ở Bắc Hải thời đó. Trước đó khu vực Esbjerg chỉ là vùng đất bỏ hoang.
Năm 1874, người ta xây dựng tuyến đường sắt nối tới thành phố Fredericia và Varde, do đó khiến thành phố Esbjerg phát triển nhanh chóng. Năm 1899 Esbjerg được cấp đặc quyền thương trấn.

## Hải cảng
Trước kia, Esbjerg là thành phố có cảng cá lớn nhất Đan Mạch, nhưng nay không còn là cảng cá quan trọng nữa. Do gắn bó với Cảng nên Esbjerg đã từ 1 thành phố vô danh năm 1868, nay trở thành thành phố lớn thứ năm của Đan Mạch.
Từ Esbjerg, tàu phà của hãng DFDS chạy tới Harwich ở Anh. Các tàu nhỏ chạy tới đảo Fanø trong Vùng biển lội gần đó. Gần cảng có các cơ sở của công ty Maersk Olie og Gas, nơi dầu thô và khí đốt được chuyển từ Bắc Hải về nhà máy lọc dầu ở Esbjerg và các nơi khác.

## Thành phố trong năm

### 1997
Esbjerg được bầu là "thành phố trong năm" 1997, vì có sự hợp tác giữa các cơ quan, xí nghiệp công và tư, dẫn tới việc thiết lập Nhà Âm nhạc, tượng Svend Wiig Hansens "Người bên biển" và xây lại hãng điện thành nhạc viện.

### 2006
Esbjerg được bầu là "thành phố trong năm" 2006 vì việc cộng tác của thành phố với các tài năng trẻ trong Thể dục thể thao và Âm nhạc và Nghệ thuật. 

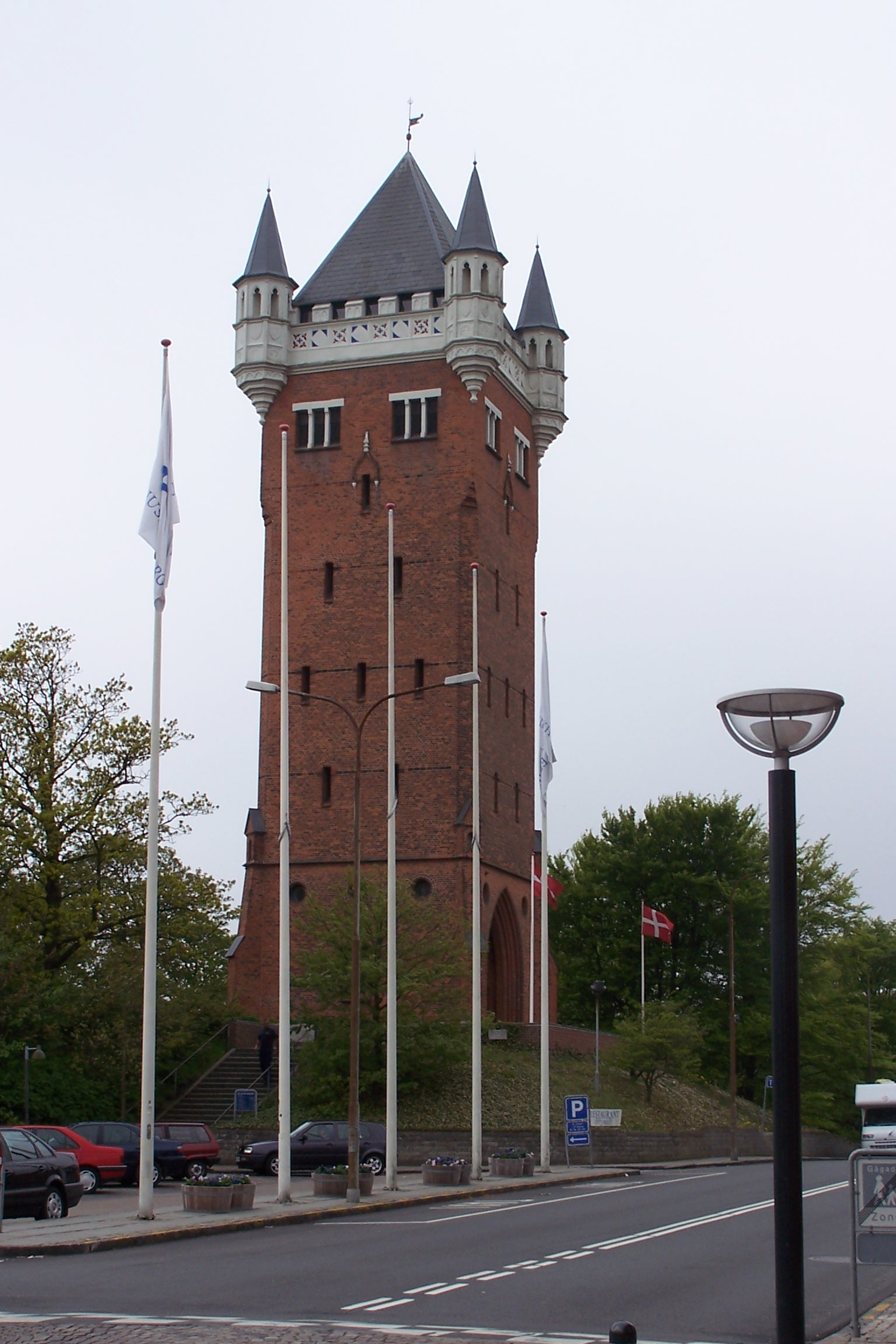
Tháp nước cũ ở Esbjerg

## Các cơ sở giáo dục
Esbjerg là trụ sở chi nhánh của 2 trường Đại học:
- Đại học Nam Đan Mạch Esbjerg
- Đại học Aalborg Esbjerg

Ngoài ra còn các trường sở khác:
| - AMU-Vest - CVU Vest - Đại học sư phạm Đan Mạch - Trường Cao đẳng xã hội Esbjerg - Trường liệu pháp lao động Esbjerg - Trường liệu pháp vật lý Esbjerg - Trường kinh doanh Esbjerg | - Trường thương mại Esbjerg - Trường cao đẳng Esbjerg - Erhvervsakademi Vest - EUC Vest - Maritimt Uddannelsescenter Vest | - Trường y tá Ribe Amt - Trường sư phạm Esbjerg - Sløjdhøjskolen i Esbjerg - Trường y tế - xã hội Ribe Amt - Trường kỹ thuật Esbjerg - VUC Esbjerg - Nhạc viện Tây Jutland |

## Thống kê dân số
| - 1870 - 460 - 1880 - 1.529 - 1890 - 4.111 - 1901 - 13.355 - 1910 - 33.289 | - 1921 - 22.253 - 1940 - 33.289 - 1960 - 54.713 | - 1980 - 79.310 - 1990 - 81.504 - 2000 - 82.949 - 2005 - 82.312 |

## Các hãng xưởng
- DFDS với tuyến tàu phà Esbjerg - Harwich (Anh)
- Vestfrost
- Blue Water Shipping
- Viking Life Saving Equipment
- TripleNine
- Cocio
- Hjem-Is
- Semco Maritime A/S
- Claus Sørensen Gruppen A/S

## Các thành phố kết nghĩa
- - Szczecin (Ba Lan)
- - Eskilstuna (Thụy Điển)
- - Stavanger (Na Uy)
- - Jyväskylä (Phần Lan)
- - Sukkertoppen (Manitsoq) (Greenland)
- - Tô Châu (Trung Quốc)
- - Krems (Áo)
- - Ratzeburg (Đức)
- - Güstrow (Đức)
- - Ely (Anh)
- - Fjardabyggd (Iceland)